# مک‌لان (نبراسکا)
مک‌لان(به انگلیسی: McLean) شهری در ایالت نبراسکا کشور ایالات متحده آمریکا است که جمعیت آن در سرشماری سال ۲۰۱۰ میلادی، ۳۶ نفر بوده‌است.